# Beta Sextantis
Beta Sextantis (β Sex, β Sextantis) è una stella variabile della costellazione del Sestante, dista 406 anni luce dal sistema solare e la sua magnitudine apparente è +5,06. Posta alla declinazione di -0°38′ S è una stella dell'emisfero australe della Terra, ma data la sua vicinanza all'equatore celeste è visibile da tutte le zone abitate della Terra.

## Caratteristiche fisiche
Beta Sextantis è una stella bianco-azzurra di sequenza principale di classe spettrale B6V, ed al contrario di molte stelle di questo tipo, piuttosto giovani, si trova nell'alone galattico della Via Lattea e non fa parte del disco della stessa. Possiede una massa che è il quadruplo di quella solare, è 316 volte più luminosa e ha un raggio quasi il triplo di quello del Sole. Ha un'età di circa 70 milioni di anni e si trova quasi a metà della propria vita dentro la sequenza principale; finirà la propria esistenza, dopo un breve periodo come gigante rossa, come una nana bianca di 0,8 masse solari
È una variabile Alfa2 Canum Venaticorum, la sua magnitudine varia di appena 0,1 magnitudini, passando da +5,00 a +5,10 in un arco di tempo di circa 15 giorni.